# Tom Richard
Tom Richard, né le 5 juin 1993, est un triathlète français. Il remporte une épreuve des Séries mondiales en relais mixte avec l'équipe de France à Sunderland en 2023.

## Biographie
Tom Richard a grandi à 5 kilomètres du club de Poissy Triathlon d'où il s'est inscrit à l'âge de quinze ans. L'Yvelinois s'entraîne dans le club au plus gros palmarès de France, même s'il n'est pas né dans une famille sportive et surtout à l'esprit compétiteur. De 2014 à 2016, il est par trois fois champion de France espoirs et finit 5e du championnat du monde espoirs en 2016. Le Pisciacais remporte le Triathlon Alpe d'Huez courte distance en 2014 et en 2018.
En 2023, Tom est victorieux d'une épreuve des Séries mondiales en relais mixte avec ses coéquipiers de l'équipe de France, Emma Lombardi, Pierre Le Corre et Cassandre Beaugrand à Sunderland en Angleterre.
En individuel, il finit plusieurs fois dans le Top 10 des Séries mondiales dont deux 6e place à Hambourg en 2021 et en 2022, une septième place à Sunderland en 2023.

## Palmarès
Le tableau présente les résultats les plus significatifs (podium) obtenus sur le circuit national et international de triathlon depuis 2014,.
| Année | Compétition                                    | Pays        | Position           | Temps           |
| ----- | ---------------------------------------------- | ----------- | ------------------ | --------------- |
| 2023  | WTCS Sunderland - relais mixte                 | Royaume-Uni | Médaille d'or      | 1 h 26 min 53 s |
| 2022  | WTCS Leeds - relais mixte                      | Royaume-Uni | Médaille de bronze | 1 h 28 min 20 s |
| 2022  | Coupe du monde - l'étape d'Arzachena           | Italie      | Médaille de bronze | 0 h 54 min 35 s |
| 2022  | Coupe d'Europe - l'étape sprint de Melilla     | Espagne     | Médaille de bronze | 47 min 44 s     |
| 2022  | Grand Prix de triathlon - Étape de Fréjus      | France      | Médaille de bronze | 54 min 4 s      |
| 2021  | Championnats d'Europe de triathlon sprint      | Autriche    | Médaille de bronze | 32 min 24 s     |
| 2021  | Coupe d'Europe - l'étape sprint de Caorle      | Italie      | Médaille de bronze | 0 h 53 min 28 s |
| 2021  | Grand Prix de triathlon - Étape de Châteauroux | France      | Médaille de bronze | 52 min 1 s      |
| 2020  | Championnat d'Europe des clubs champions       | Portugal    | Médaille d'or      | 1 h 22 min 12 s |
| 2020  | Championnats de France courte distance         | France      | Médaille de bronze | 52 min 52 s     |
| 2018  | Triathlon Alpe d'Huez M                        | France      | Médaille d'or      | 1 h 52 min 52 s |
| 2018  | Championnat de France en relais mixte          | France      | Médaille d'argent  | 1 h 58 min 22 s |
| 2018  | Coupe d'Europe - l'étape de Melilla            | Espagne     | Médaille d'argent  | 1 h 42 min 43 s |
| 2016  | Coupe d'Europe - l'étape de Weert              | Pays-Bas    | Médaille d'or      | 1 h 45 min 0 s  |
| 2015  | Championnats de France courte distance         | France      | Médaille de bronze | 54 min 54 s     |
| 2014  | Triathlon Alpe d'Huez M                        | France      | Médaille d'or      | 1 h 54 min 41 s |